# Чурковица (община Враня)
Чурковица или Гюрковица (на сръбски: Ћурковица или Ćurkovica) е село в Югоизточна Сърбия, Пчински окръг, Град Враня, община Враня.

## География
Селото се намира в планински район. Разположено е на южния склон на рида Мотина. По своя план е пръснат тип селище. Отстои на 38 км югоизточно от общинския и окръжен център Враня, на 1,9 км северно от село Марганце, на 4,5 км северозападно от село Долно Пуношевце и на изток от село Лепчинце.

## История
Първоначално Чурковица е купно село, разположено в местността Селище. Впоследствие жителите му се установяват в имотите си извън селото и постепенно се оформят отделните махали. Към 1903 г. селото се състои от три махали – Пърчинска, Конярска и Лазарска и има 20 къщи.
По време на Първата световна война селото е във военновременните граници на Царство България, като административно е част от Вранска околия на Врански окръг.

## Етимология на името
Съществува мнение че името на селото има влашки произход.

## Население
Според преброяването на населението от 2011 г. селото има 10 жители.

### Етнически състав
Данните за етническия състав на населението са от преброяването през 2002 г.
- сърби – 13 жители (100%)